# 鄧佳安
鄧佳安（2003年6月9日—），為台灣的棒球選手之一，曾就讀於鶯歌工商以及輔仁大學。曾效力於中華職棒台鋼雄鷹。
2022年中華職棒季中選秀會台鋼雄鷹隊第十五指名，背號選擇「9」號。
2023，因禮讓回台的王柏融而讓出9號，改穿「91」號，2024年10月14日被台鋼雄鷹釋出

## 外部連結
- 鄧佳安在台灣棒球維基館上的頁面（繁體中文）